# Nasa longivalvis
Nasa longivalvis är en brännreveväxtart som beskrevs av E.Rodr. och Weigend. Nasa longivalvis ingår i släktet färgkronor, och familjen brännreveväxter. Inga underarter finns listade i Catalogue of Life.